# Exonúcleo

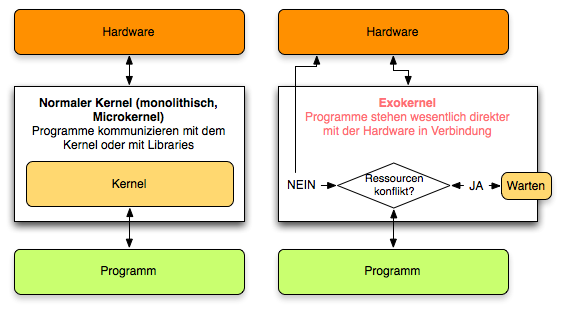
Nova versão da versão SVG. A imagem descreve as diferenças entre um exocernel e um kernel monolítico.

Exonúcleo é um sistema operacional kernel desenvolvido pelo grupo MIT Sistemas Operacionais Paralelos e Distribuídos, e também uma classe de sistemas operacionais semelhantes.
Os sistemas operacionais geralmente apresentam recursos de hardware para aplicativos por meio de abstrações de alto nível [abstração (ciência da computação)], como sistemas de arquivos (virtuais). A ideia por trás dos exokernels é forçar o mínimo possível de abstrações nos desenvolvedores de aplicativos, permitindo que eles tomem o maior número possível de decisões sobre abstrações de hardware.
A proposta de exonúcleo tende a ser de propósito específico e ainda pouco explorada no contexto de sistemas operacionais de propósito geral (Linux, *BSD, MS Windows etc.).  Novas pesquisas poderão mostrar os potenciais benefícios na utilização dos sistemas operacionais que tendem a ser específicos para uma aplicação.  Esta é uma tendência, pois percebemos o aumento da quantidade de dispositivos diferentes e o respectivo uso específico (como é o caso de Internet das Coisas - IoT). Essas afirmações tornam-se evidentes ao observar o esforço do setor de telecomunicações na padronização e suporte a IoT como uma das principais aplicações do 5G.